# Frédéric Fromhold de Martens
Pour les articles homonymes, voir Martens.
Frédéric Fromhold de Martens (connu aussi en allemand comme Friedrich Fromhold Martens, Friedrich Fromhold von Martens), ou en russe comme  Fiodor Fiodorovitch Martens (en russe: Фёдор Фёдорович Мартенс), né à Pernau dans le gouvernement de Livonie (aujourd'hui Pärnu en Estonie) le 27 août 1845 et mort le 19 juin 1909, est un diplomate russe du XIXe siècle d'origine germano-balte et un juriste reconnu notamment pour ses contributions en matière de droit international public.

## Biographie
Il est né à Pernau (aujourd'hui Pärnu), dans le gouvernement de Livonie (Estonie actuelle), le 27 août 1845 (15 août du calendrier julien).
Il est le fils de Friedrich Wilhelm Martens, qui avait été le sacristain de l'église luthérienne de Audru, établi à Pernau comme tailleur, et de Therese Wilhelmine Knast. À l'âge de cinq ans il perd son père et quatre ans plus tard sa mère.
Il fait des études secondaires en allemand à la Sankt-Petri-Schule, puis  de droit à l'université impériale de Saint-Pétersbourg, où en 1869 il obtient le titre de magister, avec une étude sur la propriété individuelle en temps de guerre, et en 1873 le titre de docteur, avec une thèse sur les affaires consulaires russes en Turquie, Perse et Japon.
Il effectue également des séjours d'études aux universités de Vienne, Heidelberg et Leipzig, où il est influencé dans la première par Lorenz von Stein et dans la deuxième par Johann Caspar Bluntschli.  
À partir de 1869, il est expert auprès du ministère des Affaires étrangères, qui pratiquement chaque année de juin à septembre lui confie des missions à l'étranger. Parallèlement, il donne des cours au lycée Alexandre et à l'Institut juridique impérial. En 1871, il est Privat-docent à l'Université, et en 1873, professeur extraordinaire, puis ordinaire. En 1874, il devient l'assistant pour les questions juridiques du chancelier de l'Empire, le prince Alexandre Gortchakov, qui le charge au nom de l'empereur Alexandre II de rassembler en une forme accessible, synoptique et systématique, tous les traités que la Russie a signé avec les pays étrangers au cours des siècles. Ce sera le  Recueil des traités et conventions conclus par la Russie avec les puissances étrangères  en 15 volumes, publiés entre 1874 et 1909 en russe et en français sur deux colonnes parallèles.
En 1878, à Saint-Pétersbourg, il épouse Iékaterina Nikolaïevna Tuhr, fille du sénateur Nikolaï Andreïevitch Tuhr, qui lui donne trois enfants: Nikolaï (qui étudie aux universités d'Heidelberg et d'Oxford et ensuite entre aux Affaires étrangères), Iékaterina et Edith.
Il est envoyé représenter la Russie à des conférences et à des réunions d'arbitrage (sur le droit de la guerre, la paix, la Croix-Rouge, le Congo, etc.) à Bruxelles, La Haye, Paris, Berlin, Copenhague, Genève Londres, Rome et Venise.
En 1885, il contribue à la préparation des documents de la Russie pour la conférence de Berlin.
En 1890, il représente la Russie à la Convention de Bruxelles et à cette occasion le roi Léopold II lui remet la décoration d'officier de l'ordre de Léopold et le nomme membre du Conseil d'État de l'État indépendant du Congo. 

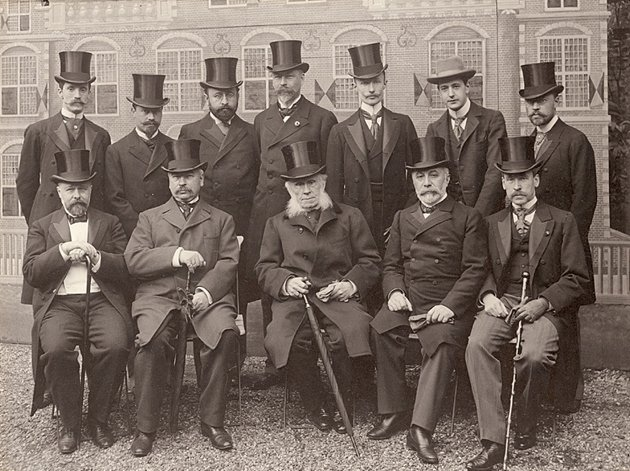
La délégation russe à la Conférence de La Haye de 1899 (Martens est le deuxième assis à partir de la gauche)

Il est un des architectes de l'arbitrage international des débuts du XXe siècle, notamment par son document préparatoire en tant que délégué du gouvernement russe aux conférences de La Haye de 1899 (voir Clause de Martens) et de 1907 et par la promotion de cette méthode d'arbitrage qu'il utilise pendant sa carrière.

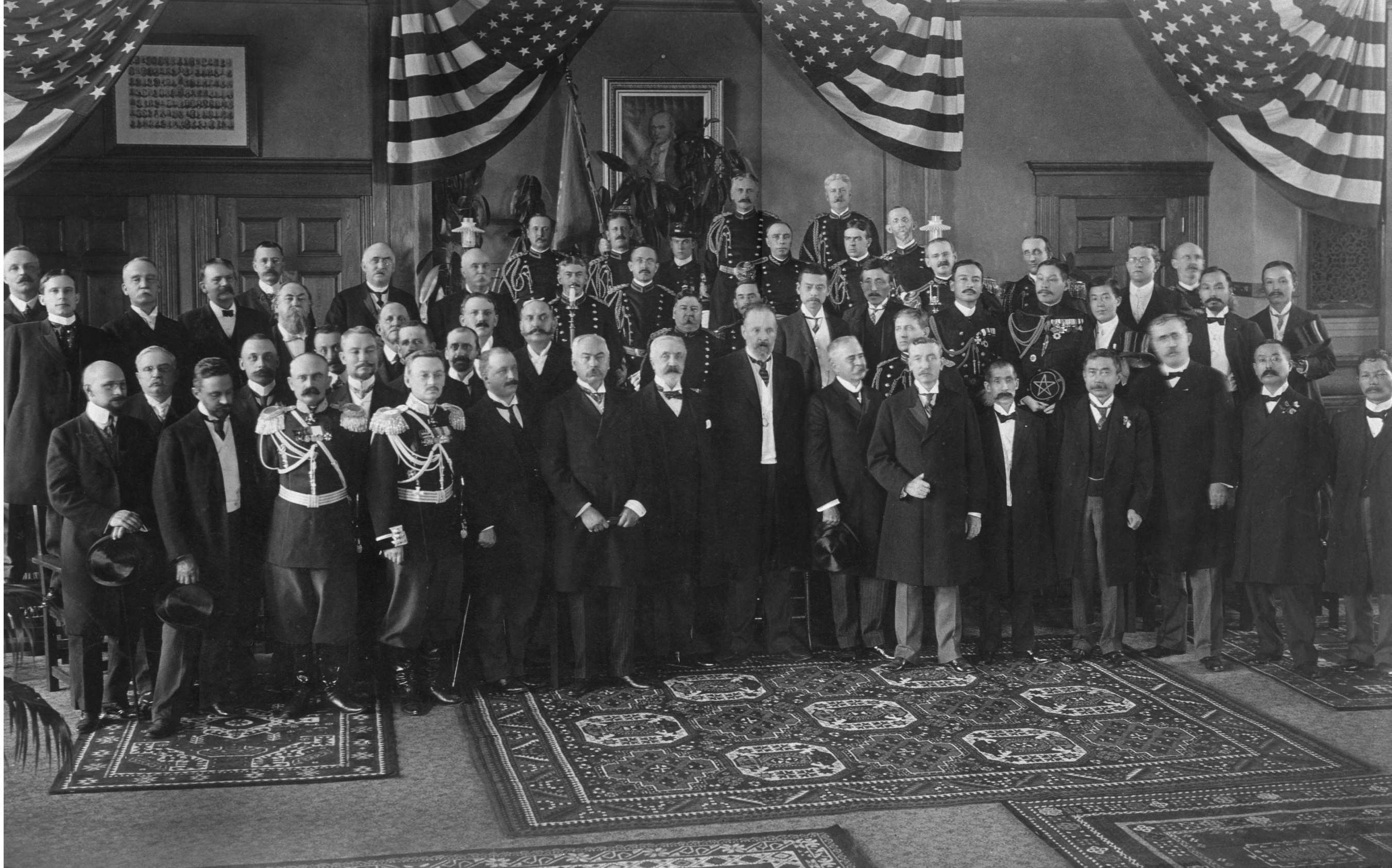
Les délégués à la conférence de Portsmouth de 1905 (Martens est le sixième à partir de la gauche au premier rang, à sa droite sur la photo le baron Roman Rosen et Serge Witte)

Il fait partie de la délégation russe dirigée par Serge Witte à la conférence de Portsmouth où le 5 septembre 1905 est signé le traité mettant fin à la guerre russo-japonaise, et il obtient de Poincaré le prêt nécessaire à l'Empire pour écarter le spectre de la famine. 
Il enseigne le droit international à l'université impériale de Saint-Pétersbourg de 1872 à 1905. Après sa démission de l'université et de l'Académie juridique impériale, il continue de siéger au collège du ministère des Affaires étrangères.
Il est membre de l'Académie royale des sciences, des lettres et des beaux-arts de Belgique, de l'Académie impériale des sciences de  Saint-Pétersbourg, de la British Academy et de l'Institut de France.   
Il reçoit des doctorats honoris causa des universités d'Oxford (en 1902), Cambridge, Édimbourg et Yale (en 1901), il est aussi pressenti plusieurs fois pour le prix Nobel de la paix entre 1901 et 1908, mais pour des raisons politiques (conflit de la Russie avec l'Autriche dans les Balkans, visées russes sur le Bosphore, etc.) on ne veut pas d'un lauréat russe. Le prix est donc remis en 1902 au ressortissant d'un État neutre, le suisse Élie Ducommun. En 1904, à cause de la guerre, le prix ne pouvant pas, encore une fois, aller à un russe, il est attribué à l'Institut de droit international, dont Martens est membre actif depuis 1873 et vice-président depuis 1894. 
Il est récipiendaire de trois ordres chevaleresques russes : l'ordre de Saint-Stanislas impérial et royal, l'ordre de l'Aigle blanc et l'ordre de Saint-Alexandre Nevski, le premier des trois conférant la noblesse héréditaire, ainsi que de plusieurs ordres étrangers.
Dans la Table des Rangs de la noblesse russe, il occupe le rang de conseiller secret (en russe: Тайный советник), troisième rang civil.
Il meurt subitement en gare de Walk, alors qu'il devait prendre un train pour se rendre à Saint-Pétersbourg.

## Décorations

### Russes
- Ordre de Saint-Stanislas impérial et royal
- Ordre de l'Aigle blanc
- Ordre de Saint-Alexandre Nevski

### Étrangères
- Ordre de Léopold ( Belgique)
- Ordre de la Couronne de fer ( Empire austro-hongrois)
- Ordre de la Couronne d'Italie ( Royaume d'Italie)
- Ordre du Sauveur ( Grèce)